# 黃統 (順德)
黃統（1812年—1856年），字伯垂，號少岳，廣東省順德縣大良人，清朝政治人物。

## 生平
道光十一年辛卯恩科順天舉人，庚戌科進士，授翰林院編修，歷官國史館武英殿協修、功臣館纂修、貴州學政，以病卒，年四十五。